# Wereldkampioenschap superbike van Imola 2018
Het wereldkampioenschap superbike van Imola 2018 was de vijfde ronde van het wereldkampioenschap superbike en het wereldkampioenschap Supersport 2018. De races werden verreden op 12 en 13 mei 2018 op het Autodromo Enzo e Dino Ferrari nabij Imola, Italië.

## Superbike

### Race 1
| Pos | Nr | Rijder                | Constructeur | Rondes | Tijd        | Grid | Punten |
| --- | -- | --------------------- | ------------ | ------ | ----------- | ---- | ------ |
| 1   | 1  | Jonathan Rea          | Kawasaki     | 19     | 33:58.989   | 1    | 25     |
| 2   | 66 | Tom Sykes             | Kawasaki     | 19     | +3.755      | 2    | 20     |
| 3   | 33 | Marco Melandri        | Ducati       | 19     | +6.906      | 4    | 16     |
| 4   | 7  | Chaz Davies           | Ducati       | 19     | +8.191      | 3    | 13     |
| 5   | 12 | Javier Forés          | Ducati       | 19     | +15.550     | 5    | 11     |
| 6   | 60 | Michael van der Mark  | Yamaha       | 19     | +19.339     | 12   | 10     |
| 7   | 21 | Michael Ruben Rinaldi | Ducati       | 19     | +22.522     | 8    | 9      |
| 8   | 32 | Lorenzo Savadori      | Aprilia      | 19     | +25.772     | 9    | 8      |
| 9   | 91 | Leon Haslam           | Kawasaki     | 19     | +30.269     | 11   | 7      |
| 10  | 22 | Alex Lowes            | Yamaha       | 19     | +30.377     | 10   | 6      |
| 11  | 54 | Toprak Razgatlıoğlu   | Kawasaki     | 19     | +30.660     | 14   | 5      |
| 12  | 50 | Eugene Laverty        | Aprilia      | 19     | +34.188     | 6    | 4      |
| 13  | 76 | Loris Baz             | BMW          | 19     | +36.494     | 13   | 3      |
| 14  | 81 | Jordi Torres          | MV Agusta    | 19     | +36.671     | 7    | 2      |
| 15  | 36 | Leandro Mercado       | Kawasaki     | 19     | +38.041     | 16   | 1      |
| 16  | 45 | Jacob Gagne           | Honda        | 19     | +41.312     | 19   |        |
| 17  | 68 | Yonny Hernández       | Kawasaki     | 19     | +55.007     | 21   |        |
| 18  | 37 | Ondřej Ježek          | Yamaha       | 19     | +1:07.522   | 20   |        |
| DNF | 40 | Román Ramos           | Kawasaki     | 15     | Uitgevallen | 15   |        |
| DNF | 5  | Vladimir Leonov       | Kawasaki     | 2      | Uitgevallen | 22   |        |
| DNF | 20 | Jason O'Halloran      | Honda        | 1      | Ongeluk     | 18   |        |
| DNF | 99 | P.J. Jacobsen         | Honda        | 0      | Uitgevallen | 17   |        |

### Race 2
| Pos | Nr | Rijder                | Constructeur | Rondes | Tijd         | Grid | Punten |
| --- | -- | --------------------- | ------------ | ------ | ------------ | ---- | ------ |
| 1   | 1  | Jonathan Rea          | Kawasaki     | 19     | 34:03.420    | 1    | 25     |
| 2   | 7  | Chaz Davies           | Ducati       | 19     | +4.019       | 3    | 20     |
| 3   | 66 | Tom Sykes             | Kawasaki     | 19     | +9.530       | 2    | 16     |
| 4   | 12 | Javier Forés          | Ducati       | 19     | +14.159      | 5    | 13     |
| 5   | 81 | Jordi Torres          | MV Agusta    | 19     | +15.479      | 7    | 11     |
| 6   | 22 | Alex Lowes            | Yamaha       | 19     | +16.162      | 10   | 10     |
| 7   | 21 | Michael Ruben Rinaldi | Ducati       | 19     | +17.197      | 8    | 9      |
| 8   | 54 | Toprak Razgatlıoğlu   | Kawasaki     | 19     | +17.554      | 14   | 8      |
| 9   | 50 | Eugene Laverty        | Aprilia      | 19     | +22.331      | 6    | 7      |
| 10  | 36 | Leandro Mercado       | Kawasaki     | 19     | +30.176      | 16   | 6      |
| 11  | 76 | Loris Baz             | BMW          | 19     | +30.267      | 13   | 5      |
| 12  | 40 | Román Ramos           | Kawasaki     | 19     | +40.061      | 15   | 4      |
| 13  | 68 | Yonny Hernández       | Kawasaki     | 19     | +51.973      | 21   | 3      |
| 14  | 99 | P.J. Jacobsen         | Honda        | 19     | +55.268      | 17   | 2      |
| 15  | 37 | Ondřej Ježek          | Yamaha       | 19     | +1:09.455    | 20   | 1      |
| 16  | 91 | Leon Haslam           | Kawasaki     | 19     | +1:43.833    | 11   |        |
| DNF | 33 | Marco Melandri        | Ducati       | 8      | Ongeluk      | 4    |        |
| DNF | 60 | Michael van der Mark  | Yamaha       | 8      | Ongeluk      | 12   |        |
| DNF | 5  | Vladimir Leonov       | Kawasaki     | 6      | Uitgevallen  | 22   |        |
| DNF | 32 | Lorenzo Savadori      | Aprilia      | 4      | Ongeluk      | 9    |        |
| DNF | 45 | Jacob Gagne           | Honda        | 4      | Uitgevallen  | 19   |        |
| DNS | 20 | Jason O'Halloran      | Honda        | 0      | Niet gestart |      |        |

## Supersport
| Pos | Nr  | Rijder                | Constructeur | Rondes | Tijd         | Grid | Punten |
| --- | --- | --------------------- | ------------ | ------ | ------------ | ---- | ------ |
| 1   | 16  | Jules Cluzel          | Yamaha       | 17     | 31:53.653    | 2    | 25     |
| 2   | 64  | Federico Caricasulo   | Yamaha       | 17     | +0.363       | 4    | 20     |
| 3   | 3   | Raffaele De Rosa      | MV Agusta    | 17     | +0.906       | 10   | 16     |
| 4   | 11  | Sandro Cortese        | Yamaha       | 17     | +0.990       | 9    | 13     |
| 5   | 21  | Randy Krummenacher    | Yamaha       | 17     | +14.270      | 11   | 11     |
| 6   | 13  | Anthony West          | Kawasaki     | 17     | +15.844      | 17   | 10     |
| 7   | 66  | Niki Tuuli            | Honda        | 17     | +16.199      | 15   | 9      |
| 8   | 144 | Lucas Mahias          | Yamaha       | 17     | +16.200      | 1    | 8      |
| 9   | 81  | Luke Stapleford       | Triumph      | 17     | +18.471      | 6    | 7      |
| 10  | 78  | Hikari Okubo          | Kawasaki     | 17     | +20.206      | 8    | 6      |
| 11  | 47  | Rob Hartog            | Kawasaki     | 17     | +21.416      | 5    | 5      |
| 12  | 36  | Thomas Gradinger      | Yamaha       | 17     | +21.765      | 19   | 4      |
| 13  | 84  | Loris Cresson         | Yamaha       | 17     | +21.880      | 16   | 3      |
| 14  | 96  | Andrew Irwin          | Honda        | 17     | +38.549      | 22   | 2      |
| 15  | 53  | Nicola Morrentino jr. | Kawasaki     | 17     | +39.697      | 14   | 1      |
| 16  | 38  | Hannes Soomer         | Honda        | 17     | +40.782      | 32   |        |
| 17  | 56  | Péter Sebestyén       | Kawasaki     | 17     | +44.704      | 28   |        |
| 18  | 65  | Michael Canducci      | Kawasaki     | 17     | +46.636      | 27   |        |
| 19  | 15  | Alfonso Coppola       | Yamaha       | 17     | +46.884      | 23   |        |
| 20  | 60  | Lorenzo Gabellini     | Yamaha       | 17     | +47.993      | 24   |        |
| 21  | 77  | Wayne Tessels         | Kawasaki     | 17     | +49.707      | 25   |        |
| 22  | 10  | Nacho Calero          | Kawasaki     | 17     | +1:06.231    | 26   |        |
| 23  | 35  | Stefan Hill           | Triumph      | 17     | +1:11.327    | 20   |        |
| 24  | 111 | Kyle Smith            | Honda        | 17     | +1:11.460    | 21   |        |
| DNF | 52  | Marco Malone          | Kawasaki     | 8      | Uitgevallen  | 29   |        |
| DNF | 22  | Eemeli Lahti          | Suzuki       | 5      | Uitgevallen  | 18   |        |
| DNF | 74  | Jaimie van Sikkelerus | Honda        | 4      | Uitgevallen  | 30   |        |
| DNF | 55  | Massimo Roccoli       | Yamaha       | 3      | Ongeluk      | 7    |        |
| DNF | 86  | Ayrton Badovini       | MV Agusta    | 2      | Ongeluk      | 12   |        |
| DNF | 54  | Kenan Sofuoğlu        | Kawasaki     | 0      | Uitgevallen  | 3    |        |
| DNF | 34  | Ezequiel Iturrioz     | Kawasaki     | 0      | Uitgevallen  | 31   |        |
| DNS | 63  | Davide Stirpe         | MV Agusta    | 0      | Niet gestart |      |        |

## Tussenstanden na wedstrijd

### Superbike
| Pos | Nr | Rijder         | Team     | Punten |
| --- | -- | -------------- | -------- | ------ |
| 1   | 1  | Jonathan Rea   | Kawasaki | 209    |
| 2   | 7  | Chaz Davies    | Ducati   | 162    |
| 3   | 66 | Tom Sykes      | Kawasaki | 137    |
| 4   | 33 | Marco Melandri | Ducati   | 131    |
| 5   | 12 | Javier Forés   | Ducati   | 124    |

### Supersport
| Pos | Nr  | Rijder              | Team   | Punten |
| --- | --- | ------------------- | ------ | ------ |
| 1   | 21  | Randy Krummenacher  | Yamaha | 81     |
| 2   | 144 | Lucas Mahias        | Yamaha | 79     |
| 3   | 11  | Sandro Cortese      | Yamaha | 77     |
| 4   | 16  | Jules Cluzel        | Yamaha | 75     |
| 5   | 64  | Federico Caricasulo | Yamaha | 69     |

2001 · 2002 · 2003 · 2004 · 2005 · 2006 · 2009 · 2010 · 2011 · 2012 · 2013 · 2014 · 2015 · 2016 · 2017 · 2018 · 2019 · 2023